# Teleutaea ussuriensis
Teleutaea ussuriensis är en stekelart som först beskrevs av Golovisnin 1928.  Teleutaea ussuriensis ingår i släktet Teleutaea och familjen brokparasitsteklar. Inga underarter finns listade i Catalogue of Life.